# Komuna e Trebinjës
Komuna e Trebinjës är en kommun i Albanien.   Den ligger i prefekturen Qarku i Korçës, i den centrala delen av landet, 80 km sydost om huvudstaden Tirana.
Omgivningarna runt Komuna e Trebinjës är en mosaik av jordbruksmark och naturlig växtlighet.  Runt Komuna e Trebinjës är det ganska tätbefolkat, med 116 invånare per kvadratkilometer.